# Wereldkampioenschap voetbal 2014 (Groep H) Algerije - Rusland
Dit artikel gaat over de wedstrijd in de groepsfase in groep H tussen Algerije en Rusland die gespeeld werd op donderdag 26 juni 2014 tijdens het wereldkampioenschap voetbal 2014. Op dezelfde dag werden de wedstrijden Portugal – Ghana, Verenigde Staten – Duitsland en Zuid-Korea – België gespeeld.

## Voorafgaand aan de wedstrijd
- Algerije staat bij aanvang van het toernooi op de 22e plaats van de FIFA-wereldranglijst. Het land bevindt zich sinds zijn dieptepunt in juni 2008 – toen het land op de 103e positie stond – in een stijgingsperiode. In november en in december 2012 bereikte Algerije zijn hoogtepunt met de negentiende positie. Sinds het begin van 2014 steeg het land vijf posities op de ranglijst.[1] Geen ander bij de CAF aangesloten land behaalde op de ranglijst van juni 2014 een betere positie dan Algerije. De laatste keer dat Algerije een doelpunt op een WK scoorde was in 1986 door Djamel Zidane – toen het land met 1-1 tegen Noord-Ierland gelijkspeelde.
- Algerije speelde voor deze wedstrijd twee andere wedstrijden. De eerste wedstrijd tegen België verloor Algerije met 2-1 en de tweede wedstrijd tegen Zuid-Korea won Algerije met 2-4.
- Rusland staat bij aanvang van het toernooi op de negentiende plaats van de wereldranglijst. Het land begon in oktober 2006 met stijgen, nadat het in september 2006 op de 39e positie stond. Rusland steeg met wat schommelingen naar de zesde positie in juli 2009. Sindsdien schommelt het land tussen de 25e en zesde positie. Sinds begin 2014 is Rusland drie plaatsen gestegen op de ranglijst.[2] Twaalf andere bij de UEFA aangesloten landen wisten op de ranglijst van juni 2014 een betere positie te bemachtigen.
- Rusland speelde zijn eerste wedstrijd gelijk en verloor zijn tweede wedstrijd; de eerste wedstrijd tegen Zuid-Korea met 1-1 en de tweede wedstrijd tegen België met 1-0.
- Deze landen speelden nooit eerder tegen elkaar. Algerije speelde wel eenmaal tegen Sovjet-Unie. Die oefenwedstrijd, gespeeld op 4 november 1964 in Algiers, eindigde in een 2-2 gelijkspel.[3]

## Wedstrijdgegevens
| Datum                | 26 juni 2014               | 26 juni 2014               |
| Wedstrijdnummer      | 48                         | 48                         |
| Stadion              | Arena da Baixada, Curitiba | Arena da Baixada, Curitiba |
| Toeschouwers         | 39.311                     | 39.311                     |
| Scheidsrechter       | Cüneyt Çakır               | Cüneyt Çakır               |
| Assistenten          | Bahattin Duran Tarik Ongun | Bahattin Duran Tarik Ongun |
| Vierde official      | Joel Aguilar               | Joel Aguilar               |
| Man van de wedstrijd | Islam Slimani              | Islam Slimani              |
|                      | Algerije                   | Rusland                    |
| Doelpunten           | 1                          | 1                          |
| Gele kaarten         | 3                          | 2                          |
| Rode kaarten         | 0                          | 0                          |
| Wissels              | 3                          | 3                          |
| Schoten op doel      | 6                          | 7                          |
| Schoten naast doel   | 2                          | 3                          |
| Overtredingen        | 15                         | 14                         |
| Hoekschoppen         | 3                          | 4                          |
| Buitenspel           | 2                          | 3                          |
| Balbezit (%)         | 47                         | 53                         |

| Algerije | 1 – 1           | Rusland |
| (Yacine Brahimi) Islam Slimani 60' | goals (assists) | 6' Aleksandr Kokorin (Dmitri Kombarov) |
| Vahid Halilhodžić | bondscoach      | Fabio Capello |
| Raïs M'Bolhi Essaïd Belkalem Rafik Halliche Djamel Mesbah Sofiane Feghouli Yacine Brahimi 71' Carl Medjani Islam Slimani 90' Nabil Bentaleb Abdelmoumene Djabou 77' Aïssa Mandi | opstellingen    | Igor Akinfejev Aleksej Kozlov Sergej Ignasjevitsj 46' Denis Gloesjakov Aleksandr Kokorin 81' Aleksandr Kerzjakov Vasili Berezoetski 67' Oleg Sjatov Aleksandr Samedov Viktor Fajzoelin Dmitri Kombarov |
| Hassan Yebda 71' Nabil Ghilas 77' El Arbi Hillel Soudani 90' | wissels         | 46' Igor Denisov 67' Alan Dzagojev 81' Maksim Kanoennikov |
| Djamel Mesbah 39' Nabil Ghilas 87' Liassine Cadamuro-Bentaïba 90+2' | gele kaarten    | 57' Dmitri Kombarov 59' Aleksej Kozlov |
| | rode kaarten    | |

## Wedstrijden
| Groepswedstrijden      |                       |                         |                       |                         |                        |                        |                         |
| Groep A                | Groep B               | Groep C                 | Groep D               | Groep E                 | Groep F                | Groep G                | Groep H                 |
| Brazilië – Kroatië     | Spanje – Nederland    | Colombia - Griekenland  | Uruguay – Costa Rica  | Zwitserland – Ecuador   | Argentinië – Bosnië    | Duitsland – Portugal   | België – Algerije       |
| Mexico – Kameroen      | Chili – Australië     | Ivoorkust – Japan       | Engeland – Italië     | Frankrijk – Honduras    | Iran – Nigeria         | Ghana – U.S.A.         | Rusland – Zuid-Korea    |
| Kameroen – Kroatië     | Australië – Nederland | Japan – Griekenland     | Italië – Costa Rica   | Honduras – Ecuador      | Nigeria – Bosnië       | U.S.A. – Portugal      | Zuid-Korea – Algerije   |
| Brazilië – Mexico      | Spanje – Chili        | Colombia – Ivoorkust    | Uruguay – Engeland    | Zwitserland – Frankrijk | Argentinië – Iran      | Duitsland – Ghana      | België – Rusland        |
| Kameroen – Brazilië    | Australië – Spanje    | Japan – Colombia        | Italië – Uruguay      | Honduras – Zwitserland  | Nigeria – Argentinië   | U.S.A. – Duitsland     | Zuid-Korea – België     |
| Kroatië – Mexico       | Nederland – Chili     | Griekenland – Ivoorkust | Costa Rica – Engeland | Ecuador – Frankrijk     | Bosnië – Iran          | Portugal – Ghana       | Algerije – Rusland      |
| Achtste finales        |                       |                         |                       |                         |                        |                        |                         |
| Brazilië Chili         | Colombia Uruguay      | Frankrijk Nigeria       | Duitsland Algerije    | Nederland Mexico        | Costa Rica Griekenland | Argentinië Zwitserland | België Verenigde Staten |
| Kwartfinales           |                       |                         |                       |                         |                        |                        |                         |
| Brazilië – Colombia    | Brazilië – Colombia   | Frankrijk – Duitsland   | Frankrijk – Duitsland | Nederland – Costa Rica  | Nederland – Costa Rica | Argentinië – België    | Argentinië – België     |
| Halve finales          |                       |                         |                       |                         |                        |                        |                         |
| Brazilië – Duitsland   | Brazilië – Duitsland  | Brazilië – Duitsland    | Brazilië – Duitsland  | Nederland – Argentinië  | Nederland – Argentinië | Nederland – Argentinië | Nederland – Argentinië  |
| Troostfinale           |                       |                         |                       |                         |                        |                        |                         |
| Brazilië – Nederland   |                       |                         |                       |                         |                        |                        |                         |
| Finale                 |                       |                         |                       |                         |                        |                        |                         |
| Duitsland – Argentinië |                       |                         |                       |                         |                        |                        |                         |

FAF · A-internationals · Bondscoaches · Statistieken · Selecties · Algerijns vrouwenelftal · Olympisch elftal · Algerije U21 · Algerije U20 · Algerije U19 · Algerije U18 · Algerije U17
1957 – 1969 · 
1970 – 1979 · 
1980 – 1989 · 
1990 – 1999 · 
2000 – 2009 · 
2010 – 2019 ·
2020 − 2029
WK 1982 · 
WK 1986 · 
WK 2010 · 
WK 2014
OS 1980 · 
OS 2016
1957 · 
1958 · 
1959 ·
1960 · 
1961 · 
1962 · 
1963 · 
1964 · 
1965 · 
1966 · 
1967 · 
1968 · 
1969 ·
1970 · 
1971 · 
1972 · 
1973 · 
1974 · 
1975 · 
1976 · 
1977 · 
1978 · 
1979 ·
1980 · 
1981 · 
1982 · 
1983 · 
1984 · 
1985 · 
1986 · 
1987 · 
1988 · 
1989 · 
1990 · 
1991 · 
1992 · 
1993 · 
1994 · 
1995 · 
1996 · 
1997 · 
1998 · 
1999 · 
2000 · 
2001 · 
2002 · 
2003 · 
2004 · 
2005 · 
2006 · 
2007 · 
2008 · 
2009 · 
2010 · 
2011 ·
2012 ·
2013 ·
2014 ·
2015 ·
2016 ·
2017 ·
2018 ·
2019 ·
2020 ·
2021 ·
2022 ·
2023 ·
2024
Albanië ·
Angola ·
Argentinië ·
Armenië ·
Bahrein ·
Bangladesh ·
België ·
Benin ·
Bolivia ·
Bosnië en Herzegovina ·
Botswana ·
Brazilië ·
Bulgarije ·
Burkina Faso ·
Burundi ·
Centraal-Afrikaanse Republiek ·
Chili ·
China ·
Colombia ·
Congo-Brazzaville ·
Congo-Kinshasa ·
Cuba ·
Denemarken ·
Djibouti ·
DDR ·
Duitsland ·
Egypte ·
Engeland ·
Equatoriaal-Guinea ·
Ethiopië ·
Finland ·
Frankrijk ·
Gabon ·
Gambia ·
Ghana ·
Guinee ·
Guinee-Bissau ·
Hongarije ·
Ierland ·
Irak ·
Iran ·
Italië ·
Ivoorkust ·
Joegoslavië ·
Jordanië ·
Kaapverdië ·
Kameroen ·
Kenia ·
Koeweit ·
Lesotho ·
Libanon ·
Liberia ·
Libië ·
Luxemburg ·
Madagaskar ·
Malawi ·
Maleisië ·
Mali ·
Malta ·
Marokko ·
Mauritanië ·
Mexico ·
Mozambique ·
Namibië ·
Nepal ·
Niger ·
Nigeria ·
Noord-Ierland ·
Oeganda ·
Oman ·
Oostenrijk ·
Peru ·
Polen ·
Portugal ·
Qatar ·
Roemenië ·
Rusland ·
Rwanda ·
Saoedi-Arabië ·
Senegal ·
Servië ·
Seychellen ·
Sierra Leone ·
Slovenië ·
Slowakije ·
Soedan ·
Somalië ·
Sovjet-Unie ·
Spanje ·
Syrië ·
Tanzania ·
Togo ·
Tsjaad ·
Tunesië ·
Turkije ·
Uruguay ·
Verenigde Arabische Emiraten ·
Verenigde Staten ·
Zambia ·
Zimbabwe ·
Zuid-Afrika ·
Zuid-Jemen ·
Zuid-Korea ·
Zweden ·
Zwitserland
België (2014) · 
Chili (1982) · 
Duitsland (2014) · 
Engeland (2010) · 
Oostenrijk (1982) ·
Rusland (2014) ·
Senegal (2019, 2) ·
Slovenië (2010) · 
Verenigde Staten (2010) ·
West-Duitsland (1982) · 
Zuid-Korea (2014)
RFS · A-internationals · Bondscoaches · Selecties · Statistieken · Russisch vrouwenelftal · Rusland U21 · Rusland U20 · Rusland U19 · Rusland U18 · Rusland U17 · Rusland U16
1912 – 1914 · 
1992 – 1999 · 
2000 – 2009 · 
2010 – 2019 ·
2020 − 2029
EK 1992** · 
EK 1996 · 
EK 2004 · 
EK 2008 · 
EK 2012 · 
EK 2016 · 
EK 2020
WK 1994 · 
WK 1998 · 
WK 2002 · 
WK 2006 · 
WK 2010 · 
WK 2014 · 
WK 2018
OS 1912
1912 · 
1913 · 
1914 · 
1915–1991 · 
1992 · 
1993 · 
1994 · 
1995 · 
1996 · 
1997 · 
1998 · 
1999 · 
2000 · 
2001 · 
2002 · 
2003 · 
2004 · 
2005 · 
2006 · 
2007 · 
2008 · 
2009 · 
2010 · 
2011 · 
2012 · 
2013 · 
2014 · 
2015 · 
2016 · 
2017 · 
2018 ·
2019 ·
2020 ·
2021 ·
2022 ·
2023 ·
2024 ·
2025
Albanië ·
Algerije ·
Andorra · 
Argentinië ·
Armenië · 
Azerbeidzjan · 
België ·
Bolivia · 
Brazilië ·
Brunei ·
Bulgarije · 
Chili ·
Costa Rica ·
Cuba ·
Cyprus · 
Denemarken · 
Duitsland · 
Egypte ·
Engeland ·
El Salvador ·
Estland · 
Faeröer · 
 Finland · 
Frankrijk · 
Georgië · 
Ghana ·
Grenada ·
Griekenland · 
Hongarije ·
Ierland ·
IJsland ·
Irak ·
Iran ·
Israël · 
Italië ·
Ivoorkust ·
Japan ·
Joegoslavië ·
Kameroen ·
Kazachstan ·
Kenia ·
Kirgizië ·
Kroatië · 
Letland · 
Liechtenstein · 
Litouwen · 
Luxemburg ·  
Malta ·
Marokko · 
Mexico · 
Moldavië · 
Montenegro · 
Nederland · 
Nieuw-Zeeland ·
Noord-Ierland · 
Noord-Macedonië ·
Noorwegen · 
Oekraïne · 
Oezbekistan ·
Oostenrijk · 
Polen ·
Portugal ·
Qatar · 
Roemenië · 
San Marino · 
Saoedi-Arabië · 
Schotland · 
Servië · 
Slovenië · 
Slowakije · 
Spanje · 
Syrië ·
Tadzjikistan ·
Tsjechië · 
Tunesië ·
Turkije ·
Uruguay · 
Verenigde Arabische Emiraten · 
Verenigde Staten ·
Vietnam  ·
Wales · 
Wit-Rusland ·
Zuid-Korea · 
Zweden · 
Zwitserland
Algerije (2014) · 
België (2014) · 
België (2021) · 
Denemarken (2021) ·
Egypte (2018) ·
Engeland (2016) ·
Finland (2021) ·
Griekenland (2008) ·
Griekenland (2012) ·
Kroatië (2018) ·
Nederland (2008) ·
Polen (2012) ·
Saoedi-Arabië (2018) ·
Slowakije (2016) ·
Spanje (2008, groepsfase) ·
Spanje (2008, halve finale) ·
Spanje (2018) ·
Tsjechië (2012) ·
Uruguay (2018) ·
Wales (2016) ·
Zuid-Korea (2014) ·
Zweden (2008)
** = Onder de naam Gemenebest van Onafhankelijke Staten